# Foidowy dioryt
Foidowy dioryt – obojętna skała plutoniczna, składająca się głównie z plagioklazów (zwykle andezynu i oligoklazu) i amfiboli (hornblenda), niekiedy z dodatkiem piroksenów (augit, hipersten), biotytu oraz skaleni potasowych (ortoklaz, mikroklin), czasami oliwinu. Foidy (skaleniowce – leucyt, nefelin, analcym, sodalit) występują w ilości 10–60%. W zależności od rodzaju występujących skaleniowców tworzy się lokalną nazwę skały. Minerałami akcesorycznymi są: magnetyt, ilmenit, apatyt, cyrkon, tytanit. Na diagramie klasyfikacyjnym QAPF foidowy dioryt zajmuje pole 14 wraz z foidowym gabrem.
Foidowy dioryt jest koloru szarego, ciemnoszarego, szaroczarnego, lub rzadziej ciemnoszarozielonego – zawiera od 25% do 50% minerałów ciemnych (barwnych). Ma strukturę jawnokrystaliczną: średnio- lub gruboziarnistą.